# Триродийгептаэрбий
Триродийгептаэрбий — бинарное неорганическое соединение
эрбия и родия
с формулой Er7Rh3,
серые кристаллы.

## Получение
- Спекание стехиометрических количеств чистых веществ:

{\displaystyle {\mathsf {7Er+3Rh\ {\xrightarrow {1110^{o}C}}\ Er_{7}Rh_{3}}}}

## Физические свойства
Триродийгептаэрбий образует кристаллы
гексагональной сингонии,
пространственная группа P 63mc,
параметры ячейки a = 0,9643 нм, c = 0,6070 нм, Z = 2,
структура типа гептаторийтрижелеза Fe3Th7
.
Соединение образуется по перитектической реакции при температуре 1110°С
.